# Papilio dialis
Papilio dialis is een vlinder uit de familie van de pages (Papilionidae). De wetenschappelijke naam van de soort is voor het eerst geldig gepubliceerd in 1893 door John Henry Leech.